# 2012年英國內閣改組

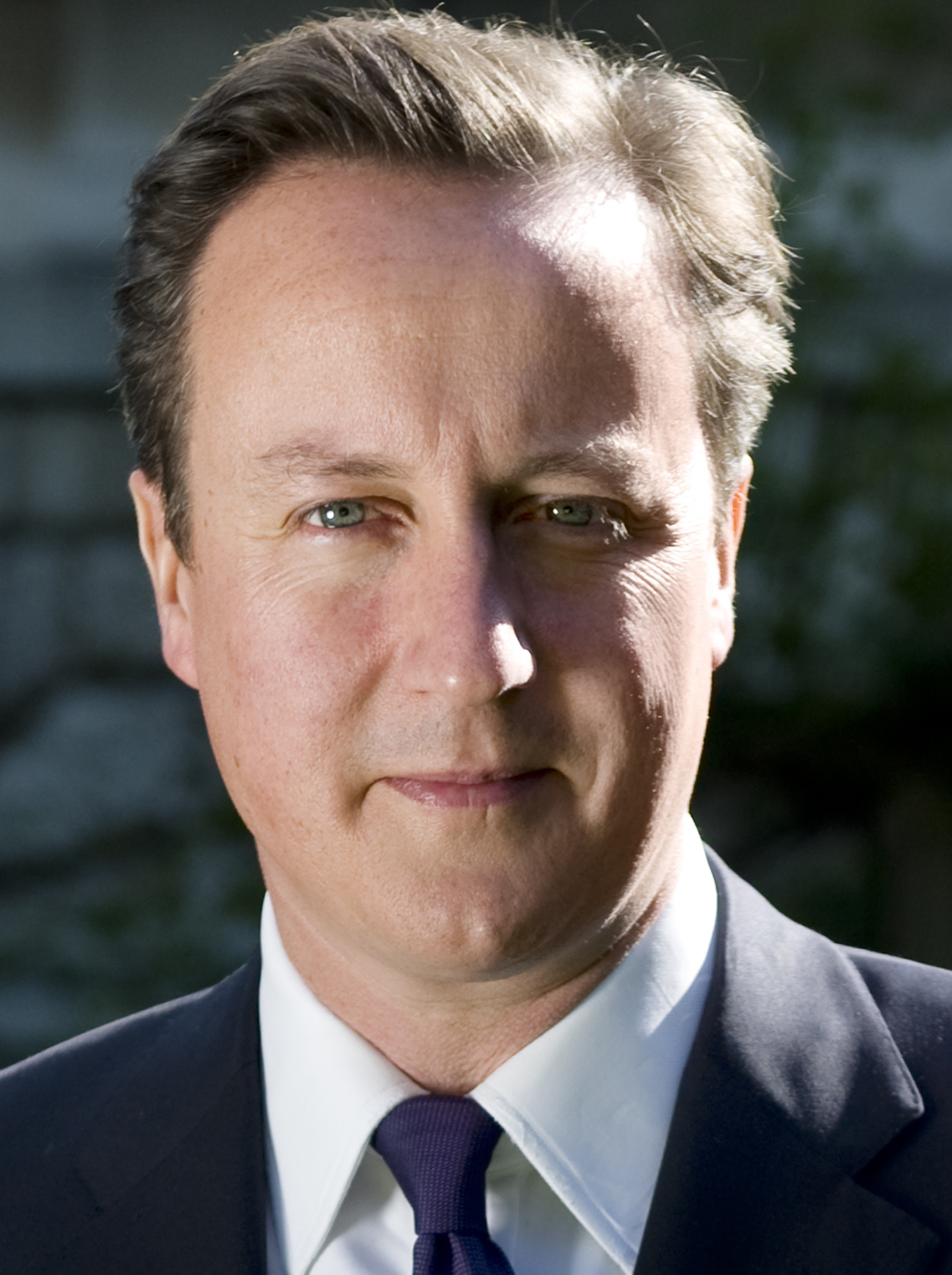
甘民樂

英國首相戴维·卡梅伦在2012年9月14日改組聯合內閣，是上任近兩年半後首次。由於甘民樂未有如1990年代和2000年代時的政府般定期改組，因此外界高度關注是次人事變動。他的閣僚大多在2010年上任前的甘民樂影子內閣上任，部分更已在任數載，如凌士禮自04年起負責衛生事務，迈克尔·霍华德更曾領導在野時的保守黨。惟礙於保守黨及自民黨聯合政府協議，甘民樂只可改組隸屬己黨的職位，其餘自民黨出任的職位不在其控制範圍。而且甘民樂私底下亦對改組內閣反感，認為改組內閣令大臣要熟習新環境，繼而減低工作效率，因此內閣重臣定不可換人。
在野黨批評，內閣改組後男女不均，全員只有不足兩成是女性。新政府將重心放在商務、司法和環境事務，根除外界認定的施政弱點，同時視保持穩定為首要任務。首相府在聲明中表示，政府上任兩年「已屆交付階段」，驅使政府改組內閣。

## 人事變動
| 政黨 | 政黨   | 大臣                                  | 大臣                      | 改組前                                     | 改組後                                   |
| ---- | ------ | ------------------------------------- | ------------------------- | ------------------------------------------ | ---------------------------------------- |
|      | 保守黨 |                                       | 杰里米·亨特 議員閣下      | 文化傳媒及體育大臣                         | 升任衛生大臣                             |
|      | 保守黨 | 彭德森 議員閣下                       | 北愛爾蘭事務大臣          | 升任環境、食物及鄉郊事務大臣               |                                          |
|      | 保守黨 | 帕特里克·麦克洛克林 議員閣下          | 首席黨鞭                  | 升任運輸大臣                               |                                          |
|      | 保守黨 | 克里斯·葛瑞林 議員閣下                | 就業國務大臣              | 升任大法官兼司法大臣                       |                                          |
|      | 保守黨 | 格蘭·夏普斯 議員閣下                  | 房屋及規劃國務大臣        | 升任保守党主席兼不管部國務大臣             |                                          |
|      | 保守黨 | 特雷莎·维利尔斯 議員閣下              | 運輸國務大臣              | 升任北愛爾蘭事務大臣                       |                                          |
|      | 保守黨 | 大衛·瓊斯 議員                        | 威爾斯政務秘書長          | 升任威爾斯事務大臣並獲任命為樞密院成員     |                                          |
|      | 保守黨 | 玛利亚·米勒 議員                      | 殘疾人士政務秘書長        | 升任文化傳媒及體育大臣並獲任命為樞密院成員 |                                          |
|      | 保守黨 | 祁淦禮 議員閣下 QC                    | 大法官 司法大臣           | 轉任不管部國務大臣                         |                                          |
|      | 保守黨 | 簡意寧 議員閣下                       | 運輸大臣                  | 轉任國際發展大臣                           |                                          |
|      | 保守黨 | 凌士禮 議員閣下                       | 衛生大臣                  | 轉任下議院領袖兼掌璽大臣                   |                                          |
|      | 保守黨 | 安德魯·米切爾 議員閣下                | 國際發展大臣              | 轉任首席黨鞭                               |                                          |
|      | 保守黨 | 沃爾希女男爵賽伊達·沃爾希 議員閣下 PC | 保守党主席 不管部國務大臣 | 降任高級國務大臣                           |                                          |
|      | 保守黨 | 楊佐義 從男爵 議員閣下                | 下議院領袖                | 退休而離開政府並獲頒名譽勳位               |                                          |
|      | 保守黨 | 紀卓琳 議員閣下                       | 威爾斯事務大臣            | 被革職而離開政府                           |                                          |
|      | 保守黨 | 施珮文 議員閣下                       | 環境、食物及鄉郊事務大臣  | 被革職而離開政府                           |                                          |
|      | 自民黨 |                                       | 大衛·勞斯 議員閣下        | 後座議員                                   | 升任教育及內閣辦公廳國務大臣，可列席內閣 |

## 要事

### 祁淦禮卸任大法官
1972年以助理黨鞭身份加入希思政府、自此供職所有保守黨政府的四朝元老祁淦禮，以72歲高齡卸下高官職務。祁氏拒絕接任下議院領袖，而是轉任諮詢性質的不管部國務大臣，並可繼續列席內閣、國家安全委員會及內閣經濟小組委員會會議。祁氏認為自己是時候退居幕後，但對於獲邀出任新職位感到高興，又提到甘民樂在2009年邀請他出任影子商務大臣時，同意只讓他供職內閣兩年。雖然祁淦禮不再是大法官，但他繼續以不管部國務大臣身份，負責《司法及安全法案》。
右翼和疑歐派一直覺得，祁淦禮是保守黨內最直率的親歐人士，因此認為他的退休是一正面訊息；而外界也認同他是鴿派自由派。祁相的接班人是疑歐派紀嘉林，被認為與草根托利黨人站在同一陣線，不歡迎甚至鄙視人權法令和歐洲人權公約。另外，祁淦禮曾在去年十月保守黨大會期間，與內政大臣文翠珊就人權法令問題吵架。而新上任的紀嘉林與文太理念較為接近，相信更為有利她與大法官合作。
甘民樂原先計劃就業及退休保障大臣施志安轉任大法官，而紀嘉林就接替他的上司。但施志安擔心一旦他離開，財政部就會削減他一手推動的統一福利救濟金計劃開支，因而堅決留任。最終，甘民樂唯有留施相而升紀相，卻招致工黨的影子內閣辦公廳大臣邁克爾·杜格批評他軟弱。
紀嘉林獲任命為數世紀以來首位非律師出身的大法官後，旋即引起爭議，質疑他有否能力履行職務，包括與司法人員打好關係。著名司法評論員、御用大律師祖沙·羅森伯在《衛報》撰文，批評「他的主要資格就是被視為右翼和曾令囚犯不快」，擔心此任命會使司法界更加政治化。而多個壓力組織也對於祁淦禮離職感到遺憾，侯活刑法改革聯盟形容他予人「耳目一新」的感覺。工黨的前蘇格蘭首席部長麥康納表示，若果他拜相的話，他會合併蘇格蘭、威爾斯和北愛爾蘭事務大臣，並任命祁淦禮為「諸國大臣」。

### 簡意寧失運輸大臣
政圈早已盛傳，選區位處倫敦的運輸大臣簡意寧將被平調國際發展大臣，認為是為推動希思羅機場第三跑道計劃鋪路，西倫敦居民因此在八月下旬舉行「為意寧而戰」活動。有報導指，簡氏得悉自己實際上被降職後，憤怒地「大罵」甘民樂。最終，選區位於德比郡的首席黨鞭帕特里克·麦克洛克林接任運輸大臣，而他對三跑計劃持開放態度。
被視為有力挑戰甘民樂的倫敦市長鲍里斯·约翰逊讚揚簡意寧是「頂級運輸大臣」，斥責英廷調走她的「唯一原因」是為三跑計劃清除障礙。同黨的下議院倫敦議員扎克·戈德史密斯更是攻擊甘民樂施政急轉彎，認為簡氏被調職顯示他「驚慌失措、沒有原則」，強調「真正的領袖不應用詭計」。